# Stary Dwór (Borzestowo)
Stary Dwór (dodatkowa nazwa w j. kaszub. Stôri Dwór) – część wsi Borzestowo w Polsce, położona w województwie pomorskim, w powiecie kartuskim, w gminie Chmielno, na Pojezierzu Kaszubskim, na obszarze Kaszubskiego Parku Krajobrazowego. Wchodzi w skład sołectwa Borzestowo.
W latach 1975–1998 Stary Dwór administracyjnie należał do województwa gdańskiego.